# Emplesiogonus scutulatus
Emplesiogonus scutulatus är en spindelart som beskrevs av Simon 1903. Emplesiogonus scutulatus ingår i släktet Emplesiogonus och familjen krabbspindlar.
Artens utbredningsområde är Madagaskar. Inga underarter finns listade i Catalogue of Life.